# Callopistria wallacii
Callopistria wallacii är en fjärilsart som beskrevs av Felder 1874. Callopistria wallacii ingår i släktet Callopistria och familjen nattflyn. Inga underarter finns listade i Catalogue of Life.